# Claire Machin
Claire Machin (Stoke-on-Trent, 30 gennaio ...) è un'attrice e cantante inglese.
È nota soprattutto come interprete di musical e ha recitato nel West End di Londra nei musical: Mary Poppins (2004), High School Musical (2008), Betty Blue Eyes (2011), The Pajama Game (2014), Memphis (2014) e The Girls (2017), per cui è stata candidata al Laurence Olivier Award alla migliore attrice in un musical.

## Filmografia

### Cinema
- Les Misérables, regia di Tom Hooper (2012)

### Televisione
- Dr. Seuss' The Grinch Musical Live! - film TV (2020)